# Torremocha del Pinar
Torremocha del Pinar es un municipio y localidad española de la provincia de Guadalajara, en la comunidad autónoma de Castilla-La Mancha. Cuenta con una población de 35 habitantes (INE 2024).

## Geografía
En el siglo XIX se mencionan los «buenos trozos de monte poblados de encina, roble, sabina, enebro y otros arbustos» existentes en el término. Parte del municipio está incluido en el parque natural del Alto Tajo.

## Historia
Hacia mediados del siglo XIX, la localidad contaba con una población de 150 habitantes. Aparece descrita en el decimoquinto volumen del Diccionario geográfico-estadístico-histórico de España y sus posesiones de Ultramar de Pascual Madoz de la siguiente manera:

TORREMOCHA DEL PINAR : l. con ayunt. en la prov. de Guadalajara (21 leg.), part. jud. de Molina (2, aud. terr. de Madrid (31), dióc. de Sigüenza (10). sit. en llano con buena ventilacion y clima sano. Tiene 50 casas; la consistorial; escuela de instruccion primaria frecuentada por 14 alumnos; una igl. parr. servida por un cura y un sacristán. Confina el térm. con los de Estables, Torete, Ventosa y Canaes; dentro de él se encuentran varios manantiales y una ermita. El terreno, que participa de quebrado y llano, es de buena calidad; comprende buenos trozos de monte poblados de encina, roble, sabina, enebro y otros arbustos. caminos: los que dirigen á los pueblos limítrofes. correo: se recibe y despacha en Molina. prod.: trigo, cebada, centeno, avena, legumbres, leñas de combustible y buenos pastos, con los que se mantiene ganado lanar y vacuno; hay caza mayor y menor. ind.: la agrícola y recriacion de ganados. pobl.: 45 vec., 150 almas. cap. prod.: 1 210 000 rs. imp.: 60 500. contr.: 2,715.
(Madoz, 1849, p. 94)

## Demografía
Torremocha del Pinar cuenta con una población de 35 habitantes (INE 2024).
| Gráfica de evolución demográfica de Torremocha del Pinar entre 1842 y 2021                                          |
| |
| Población de derecho según los censos de población del INE Población de hecho según los censos de población del INE |